# در پهنه وسیع میسوری (فیلم)
در پهنه وسیع میسوری (انگلیسی: Across the Wide Missouri) یک فیلم آمریکایی در سبک وسترن به کارگردانی ویلیام ولمن است که در سال ۱۹۵۱ منتشر شد.

## بازیگران
- کلارک گیبل
- ریکاردو مونتالبان
- آدولف منژو
- جی. کارول نایش
- آلن نیپی‌یر
- جک هولت
- تیموتی کری
- جیمز ویتمور
- ریچارد اندرسون
- جرج چندلر
- هاوارد کیل
- راسل سیمپسون
- فرد گراهام